# أرت كولي
أرت كولي (بالإنجليزية: Art Cooley)‏ هو مدرس وعالم بيئة أمريكي، ولد في 2 يونيو 1934.